# Jorge Dely Valdés
Jorge Luis Dely Valdés (ur. 12 marca 1967 w Colón) – panamski piłkarz, grający na pozycji napastnika, trener piłkarski. Jest młodszym bratem zmarłego w 2004 Armando Dely Valdésa i bratem-bliźniakiem Julio Césara Dely Valdésa.

## Kariera piłkarska

### Kariera klubowa
Wychowanek Atlético Colón. W 1988 rozpoczął karierę piłkarską w Deportivo Paraguayo. Potem występował południowoamerykańskich klubach El Porvenir, Club Nacional de Football i Unión Española. W 1993 wyjechał do Japonii, gdzie bronił barw klubów Toshiba, Cerezo Osaka, Tosu Futures i Consadole Sapporo. W 1999 przeniósł się do Stanów Zjednoczonych, gdzie został piłkarzem Colorado Rapids. W 2001 powrócił do Japonii, gdzie grał Omiya Ardija i Kawasaki Frontale. W 2005 zakończył karierę piłkarską w Árabe Unido.

### Kariera reprezentacyjna
W latach 1992–2005 bronił barw narodowej reprezentacji Panamy.

## Kariera trenerska
W 2010 został mianowany na tymczasowego trenera reprezentacji Panamy. Potem prowadził reprezentację Panamy U-17 i drużynę U-20. 8 sierpnia 2014 stał na czele Tauro FC, z którym pracował do 30 grudnia 2014. Od stycznia 2015 pomagał trenować Águila San Miguel.